# Praktmossesläktet
Praktmossesläket (Plagiomnium) är ett släkte av bladmossor som växer i mest i sumpskog, kärr och ädellövskog och andra skuggiga fuktiga miljöer. Familjen Plagiomniaceae omfattar i Norden två släkten, Plagiomnium och Pseudobryum. Plagiomnium omfattar 25 arter globalt, varav nio arter i Norden.
De flesta praktmossor är decimeterhöga och bilar lösa tuvor. Stammarna är gröna och har rikligt med rhizoider. Bladen är stora och breda med en mycket tydlig nerv. Bladen har kantlist och tydliga enkla tänder.
Tidigare räknades dessa mossor till stjärnmossesläktet. Enligt modern klassificering (Nationalnyckeln) räknas vissa arter numera till praktmossesläktet Plagiomnium, källpraktmossesläktet Pseudobryum och rundmossesläktet Rhizomnium.
En av släktets arter, Plagiomnium medium, visade sig 1988 vara en allopolyploid hybrid mellan de andra två arterna P. ellipticum och P. insigne. Detta var första gången som allopolyploidi kunde visas hos mossor.